# Accademia Borgomanero 1961
L'Associazione Sportiva Dilettantistica Accademia Borgomanero 1961, detta anche semplicemente Borgomanero, è una società calcistica italiana con sede nella città di Borgomanero, in provincia di Novara.
L'Accademia Borgomanero (che ha mantenuto la tradizione sportiva del fallito A.C. Borgomanero) è stata fondata il 27 aprile 2017 dopo essersi fusa con l'altra squadra concittadina denominata Accademia Junior Borgomanero (fondata nel 2006).
Il maggior risultato nella storia del club è costituito dalla vittoria dello "scudetto" dilettanti di prima categoria nella stagione 1960/61; inoltre, la società, annovera nel suo palmares una coppa Piemonte di Promozione oltre a più di 30 partecipazioni ai campionati della massima serie dilettantistica, senza però aver mai ottenuto la promozione nel professionismo.
Milita nel campionato piemontese-valdostano di Eccellenza, quinto livello della piramide calcistica italiana.

## Storia
L'Associazione Calcio Borgomanero venne fondata nel 1951 dopo aver rilevato le attività calcistiche (non la tradizione sportiva) della disciolta Unione Sportiva Borgomanerese; quest' ultima formazione, nonostante la sua breve esistenza, fu capace di disputare un campionato di Serie C nella stagione 1946/1947. Da essa vennero ereditati anche gli attuali colori sociali rosso e blu.
Nel 1960-1961, dopo aver vinto il proprio raggruppamento di Prima Categoria, la squadra novarese, fu capace d'imporsi anche nel torneo a eliminazione diretta arrivando così alla finale, disputatasi il 30 luglio contro l'Ilvarsenal allo Stadio Flaminio di Roma. Grazie alla vittoria contro la squadra sarda gli agognini si aggiudicarono lo scudetto dilettanti.
Da allora fino al 1984 disputò 23 campionati consecutivi in Serie D-Interregionale. A metà anni '80 vi fu un calo delle prestazioni sportive e la società navigò sempre in categorie inferiori. Nella stagione 1999-2000 riuscì nuovamente a tornare in serie D, mantenendo tale categoria per ulteriori 10 stagioni consecutive. Nel frattempo la denominazione mutò in Associazione Sportiva Dilettante Calcio Borgomanero.
Il filotto di partecipazioni al massimo campionato dilettantistico si arresto' nel 2009; per il Borgomanero ebbe inizio un periodo calcistico travagliato costituito da continue promozioni e retrocessioni. L'ultima stagione in D fu nella stagione 2014/2015.

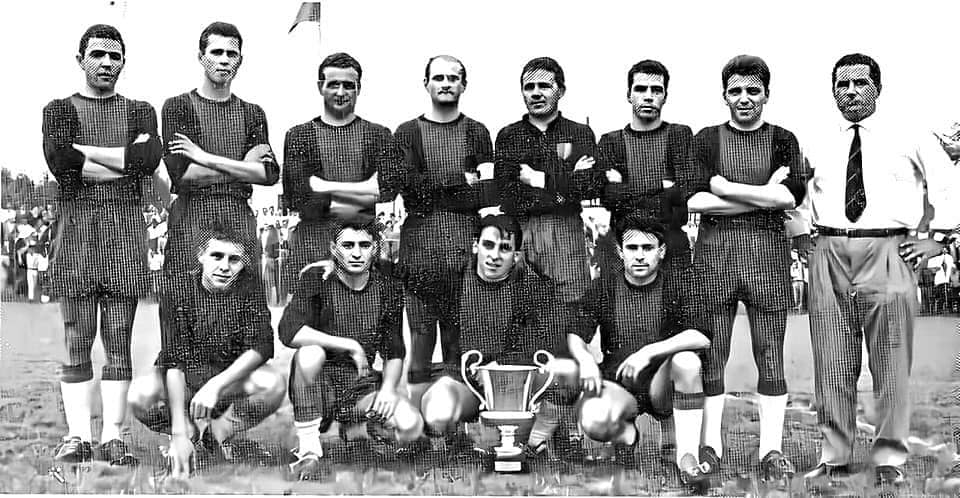
Formazione vincitrice dello "scudetto" di Prima Categoria 1960-1961.
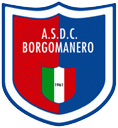
Logo sociale, raffigurante il fregio per la vittoria dello scudetto dilettanti, adoperato dal 1962 fino al 2017.
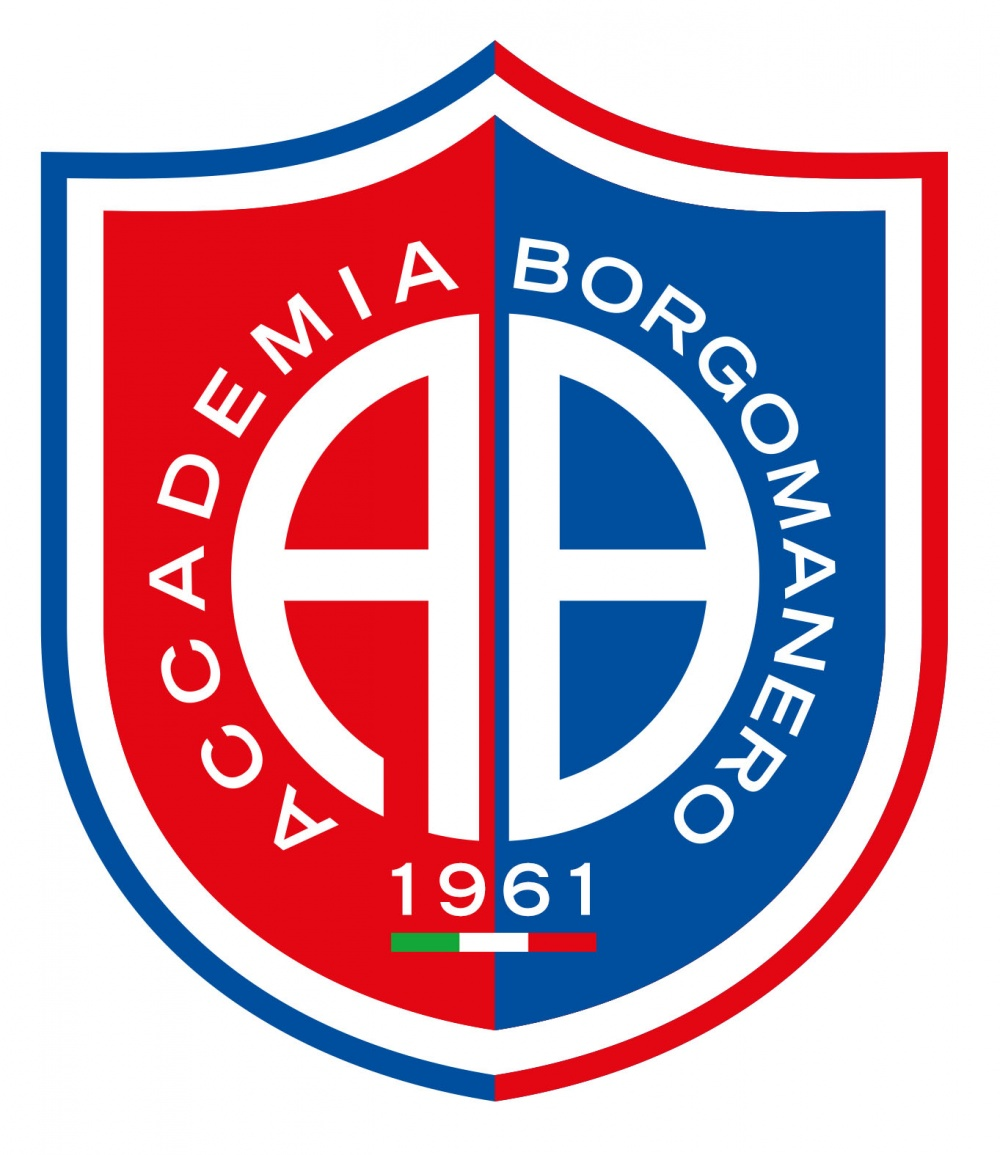
Attuale stemma utilizzato dopo la fusione avvenuta nel 2017.

## Strutture

### Stadio
Nei primi trent'anni d'attività il Borgomanero disputò le proprie gare interne allo stadio comunale (detto "vecchio comunale"); tale struttura sorgeva in località Sant'Antonio sul sito del cimitero "napoleonico" chiuso nel 1909 e successivamente demolito.
A causa dei limiti strutturali dell'impianto, a fine anni 1980, venne avviata la costruzione, sul sito del dismesso tiro a segno cittadino posto in via Caduti dei Lager Nazisti, del "nuovo stadio comunale" a carattere polisportivo. Il nuovo impianto è in grado di ospitare circa 1.000 spettatori nella tribuna coperta, 200 in gradinata e 100 in ciascuna delle due curve poste dietro le porte, per un totale complessivo di 1.400 posti circa. La prima partita ufficiale (Borgomanero-Trino del 14 maggio 1989 e vinta dagli ospiti per 0-2) si giocò a cantiere ancora aperto; mentre nelle stagioni1989-1990 e 1990-1991, a causa di ritardi lavorativi, si dovette pertanto continuare a giocare al "vecchio comunale"; quest' ultimo impianto fu poi definitivamente dismesso e demolito nel 1991. Da

### Centro di allenamento
La società dispone anche di diversi centri d'allenamento; fra essi spiccano gli impianti di Santa Croce e Santa Cristinetta; quest'ultimo campo è dotato di tribuna non coperta, ma con capienza di 300 spettatori, illuminazione notturna e terreno di gioco in erba sintetica.

## Palmarès

### Competizioni interregionali
- Scudetto Prima Categoria: 1

1960-1961

### Competizioni regionali
- Coppa Italia di Promozione Piemonte: 1

2017-2018
- Eccellenza: 1

2012-2013 (girone A)
- Prima Categoria: 1

1960-1961 (girone A)

## Statistiche e record

### Partecipazione ai campionati
| Livello | Categoria      | Partecipazioni | Debutto   | Ultima stagione | Totale |
| ------- | -------------- | -------------- | --------- | --------------- | ------ |
| 4º      | Serie D        | 18             | 1961-1962 | 2014-2015       | 18     |
| 5º      | Serie D        | 14             | 1978-1979 | 2013-2014       | 17     |
| 5º      | Interregionale | 3              | 1981-1982 | 1983-1984       | 17     |